# Utkarsh Ambudkar
Utkarsh Ambudkar (Baltimore (Maryland), 8 december 1983), ook bekend onder zijn artiestennamen UTK the INC en UTK, is een Amerikaans acteur, zanger en rapper. Hij speelde in diverse films en series, waaronder Pitch Perfect, Free Guy en Avatar: The Last Airbender.

## Filmografie

### Film
- 2007: Rocket Science, als Ram
- 2008: Last Call, als Nikash
- 2012: Pitch Perfect, als Donald Walsh
- 2015: Freaks of Nature, als Parminder
- 2016: Ride Along 2, als Amir
- 2016: Barbershop: The Next Cut, als Raja
- 2017: Basmati Blues, als Rajit
- 2018: Blindspotting, als Rin
- 2018: Game Over, Man!, als Bae Awadi
- 2019: Brittany Runs a Marathon, als Jern Dahn
- 2020: Mulan, als Skatch (verwijderde scènes)[3]
- 2020: The Broken Hearts Gallery, als Max Vora
- 2020: Godmothered, als Grant
- 2021: Tom & Jerry, als vastgoed rat (stemrol)
- 2021: Free Guy, als Mouser
- 2021: Tick, Tick... Boom!, als Todd
- 2022: The Ice Age Adventures of Buck Wild, als Orson (stemrol)
- 2022: Marry Me, als coach Manny
- 2022: The Drop, als Robbie
- 2023: World's Best, als Suresh Patel
- 2024: My Dead Friend Zoe, als Alex
- 2024: The Book of Jobs, als meneer Shine

### Televisie
- 2006, 2010: The Electric Company, als UTK, Harry
- 2011: Danni Lowinski, als Rasoul
- 2012: Freestyle Love Supreme, als UTK
- 2013-2017: The Mindy Project, als Rishi Lahiri
- 2013: China, IL, als Aladdin
- 2016: The Simpsons, als Jay (stemrol)
- 2016: The Muppets, als Pizza
- 2017: White Famous, als Malcolm
- 2017: The Problem with Apu, als zichzelf
- 2018: Trolls: The Beat Goes On!, als meester Controll (stemrol)
- 2018: Bartlett, als Sanjay Kahn
- 2018-2020: Brockmire, als Raj
- 2018-2020: Harvey Street Kids, als verschillende personages (stemrol)
- 2020: Mira, Royal Detective, als verschillende personages (stemrol)
- 2021-2023: Never Have I Ever, als Mr. Kulkarni
- 2021: Blindspotting, als Niles Turner
- 2021: Robot Chicken, als verschillende personages (stemrol)
- 2021-heden: Ghosts, als Jay Arondekar
- 2021: Special, als Ravi
- 2022: The Dropout, als Rakesh Madhava
- 2023: Moon Girl and Devil Dinosaur, als Anand (stemrol)
- 2024: Avatar: The Last Airbender, als Koning Bumi
- 2025: Critical Role Abridged, als Bor'Dor Dog'Son
- 2025: Running Point, als Malkeet Dasari

## Theater
- 2004, 2007: History of the World, als Ali
- 2005: The Me Nobody Knows, als performer
- 2005: The Snow Queen, als Kay
- 2008: Rafta, Rafta..., als Etash Tailor
- 2008: Animals Out of Paper, als Suresh
- 2009: Dov and Ali, als Ali
- 2010: The Elaborate Entrance of Chad Deity, als Vigneshwar Paduar
- 2012: Modern Terrorism, or They Who Want to Kill Us and How We Learn to Love Them, als Rahim
- 2013: Hamilton, als Aaron Burr
- 2019-2020: Freestyle Love Supreme, als zichzelf

## Discografie
- 2006: The Gold Tusk EP
- 2012: Members Only EP
- 2019: Vanity
- 2019: Petty